# 山田夏樹
山田夏樹（やまだ なつき、1989年〈平成元年〉3月18日 - ）はシテ方金剛流能楽師。

京都在住。金剛流二十六世宗家である金剛永謹の内弟子。

山田純夫の孫。内弟子修行中、各地方で能楽講座の活動を行う。

現在は改名して、芸名が山田伊純。

## 略歴
1989年　東京に生まれる

1995年　能『百萬』子方にて初舞台

　　　　主に東京での舞台で多数子方を勤めている

2008年　能『猩々』にて初シテ

2011年　金剛永謹のもと内弟子の住み込み修行を始める

2013年『石橋』赤獅子を開曲

## 主な能楽講座主催地
京都市

豊橋市

参考　東日新聞

東愛知新聞社(全国郷土紙連合)